# (IX.) Erik svéd király

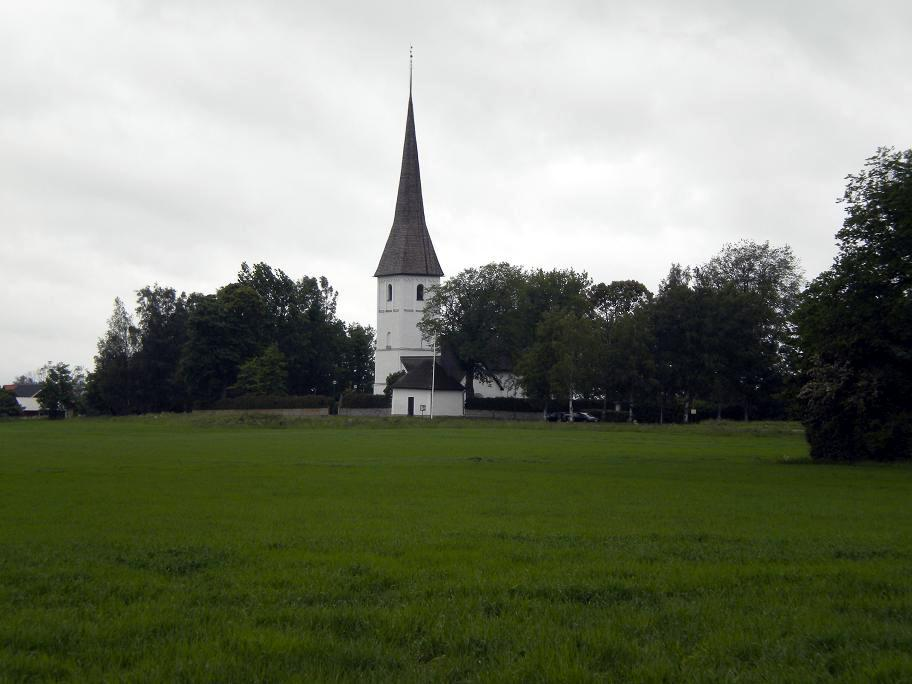
A legenda szerint (IX.) Erik volt az első, akit a Kaga templom közelében temettek el Linköping-ben

(IX.) Erik Svensson vagy Erik, a jó arató (svédül: Erik Årsäll), († 1088) Snorri Sturlusonnál jelenik meg, mint svéd király, azonban kérdéses, hogy az uralkodó valóban létezett-e. Valószínűleg ő volt Svédország utolsó pogány királya. 
Birger Nerman szerint Erik Áldozó Sven fia volt, akit a svéd trónon követett (1087–1088). Erik királyi mellékneve onnan származhat, hogy uralkodásának évében jó volt a termés Svédországban.

## Fordítás
- Ez a szócikk részben vagy egészben  az   Erik Årsäll című svéd Wikipédia-szócikk ezen változatának fordításán alapul.  Az eredeti cikk szerkesztőit annak laptörténete sorolja fel. Ez a jelzés csupán a megfogalmazás eredetét és a szerzői jogokat jelzi, nem szolgál a cikkben szereplő információk forrásmegjelöléseként.